# Cairnbulg Castle

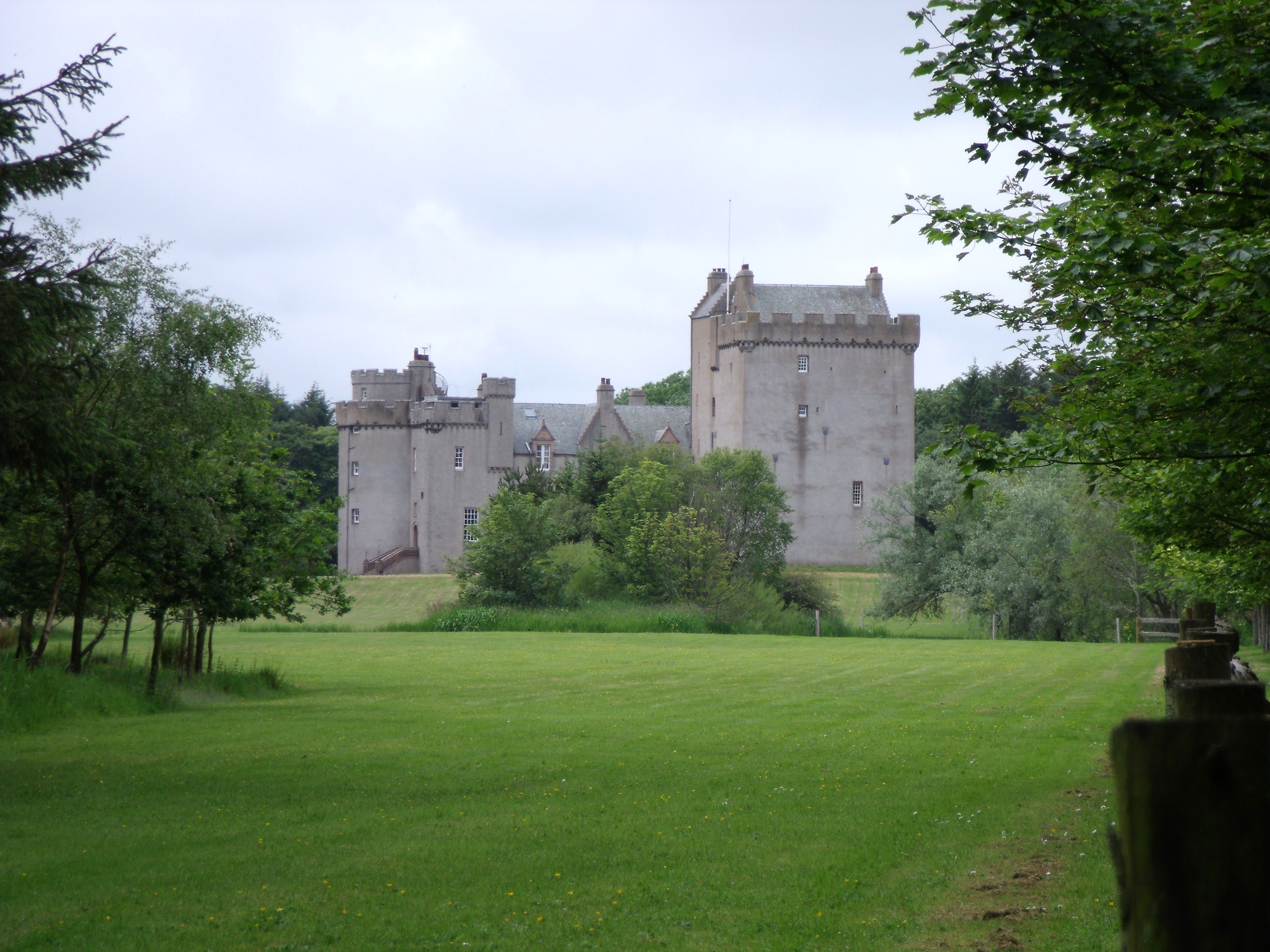
Cairnbulg Castle

Cairnbulg Castle ist eine Burg mit Z-förmigem Grundriss im Dorf Cairnbulg in der schottischen Council Area Aberdeenshire. Von William Douglas Simpson wurde es als eines der nine castles of the Knuckle beschrieben. Er bezog sich dabei auf die felsige Landzunge von Nordost-Aberdeenshire.
Die Burg, die ursprünglich Philorth Castle hieß, wurde Anfang des 14. Jahrhunderts erbaut, im Winter 1308/1309 in den schottischen Unabhängigkeitskriegen zerstört und von der Familie Fraser 1380 wieder aufgebaut. Später wurde zum Hauptturm ein Hof mit Nebengebäuden hinzugefügt.
Im Zweiten Weltkrieg diente die Burg als Offizierskasino für das nahegelegene RAF Fraserburgh. Flora Fraser, 21. Lady Saltoun, und ihr Gatte, Captain Alexander Ramsay of Mar, der einer von Königin Victorias Enkeln war, lebten dort. Heute lebt deren Tochter, Katherine Fraser, Mistress of Saltoun, auf Cairnbulg Castle. Die Burg kann nach Vereinbarung besichtigt werden. Historic Scotland hat die Burg als historisches Bauwerk der Kategorie A gelistet.